# Colombia en los Juegos Olímpicos de Río de Janeiro 2016
Colombia, que estuvo representada por el Comité Olímpico Colombiano (COC), participó en los Juegos Olímpicos de Verano que se celebró en Río de Janeiro, Brasil, del 5 al 21 de agosto de 2016. Esta ha sido su decimonovena participación en Juegos Olímpicos de Verano. Inicialmente clasificaron 148 atletas, pero debido a la renuncia a último momento del golfista Camilo Villegas a causa de intereses deportivos con respecto al PGA Tour y al FedEx Cup, se redujo la plaza a 147.
Esta participación se considera como la mejor de todos los tiempos, aunque igualó  las medallas de Londres 2012, con un total de 8 medallas, se diferencia que en esta ocasión logra obtener 3 preseas de oro, algo poco esperado en el ciclo olímpico para Colombia en los últimos 4 años, valiéndole su clasificación final en el puesto 23° del cuadro de medallería. A su vez, como gran distinción, una medallista olímpica logra convertirse por vez primera para Colombia en bicampeona olímpica, en el Ciclismo BMX, lograda por la bicicrocista Mariana Pajón, que en Londres 2012 ya había obtenido la medalla de oro, imponiéndose de manera consecutiva, así como la obtención de otras medallas de oro en triple salto por la atleta colombiana Caterine Ibargüen, y el oro en Levantamiento de Pesas por Óscar Figueroa; además, el regreso a la medallería en Boxeo una medalla de plata y una de bronce por parte de Yuberjen Martínez e Ingrit Lorena Valencia, una medalla de plata en Judo para Yuri Alvear y otros bronces para el bicicrocista Carlos Ramírez y el levantador de pesas Luis Javier Mosquera, esta última obtenida por la descalificación del atleta de Kirguistán Izzat Artykov por dopaje, destacando además, los 14 diplómas olímpicos obtenidos.
Adicional a esto, con los 3 oros obtenidos, Colombia fue uno de los 27 países que ganó al menos 3 preseas doradas en esta edición de los Juegos.
Con esto dicho, en comparación con los otros 17 países de Hispanoamérica, Colombia obtuvo las mismas medallas de oro que Argentina (3), y 2 menos que Cuba (5). El resto de países con esa distinción no obtuvieron preseas doradas. Asimismo, observando el medallero hispanoamericano, Colombia ocupa el cuarto lugar con más medallas de oro (5), a 8 de México que es tercero con 13, a 16 de Argentina que es segunda con 21, y ya muy lejos, Cuba que es primera con 84 preseas doradas.

## Medallero
Los siguientes competidores colombianos ganaron medallas en los juegos. 
| Medalla           | Nombre                  | Deporte                | Evento                | Fecha        |
| ----------------- | ----------------------- | ---------------------- | --------------------- | ------------ |
| Medalla de oro    | Óscar Figueroa          | Levantamiento de pesas | 62 kg masculino       | 8 de agosto  |
| Medalla de oro    | Caterine Ibargüen       | Atletismo              | Triple salto femenino | 14 de agosto |
| Medalla de oro    | Mariana Pajón           | Ciclismo BMX           | BMX femenino          | 19 de agosto |
| Medalla de plata  | Yuri Alvear             | Judo                   | 70 kg femenino        | 10 de agosto |
| Medalla de plata  | Yuberjen Martínez       | Boxeo Cat. Minimosca   | 49 kg masculino       | 14 de agosto |
| Medalla de bronce | Luis Javier Mosquera(1) | Levantamiento de pesas | 69 kg masculino       | 9 de agosto  |
| Medalla de bronce | Ingrit Lorena Valencia  | Boxeo Cat. Mosca       | 51 kg femenino        | 18 de agosto |
| Medalla de bronce | Carlos Ramírez          | Ciclismo BMX           | BMX masculino         | 19 de agosto |

| Deporte      |   |   |   | Total |
| Atletismo    | 1 | 0 | 0 | 1     |
| Halterofilia | 1 | 0 | 1 | 2     |
| Ciclismo BMX | 1 | 0 | 1 | 2     |
| Judo         | 0 | 1 | 0 | 1     |
| Boxeo        | 0 | 1 | 1 | 2     |
| Total        | 3 | 2 | 3 | 8     |

## Diplomas olímpicos
| Puesto    | Nombre                                 | Deporte           | Evento                                                                 |
| --------- | -------------------------------------- | ----------------- | ---------------------------------------------------------------------- |
| 4° Puesto | Leidy Solís                            | Halterofilia      | 69 kg femenino                                                         |
| 4° Puesto | Mercedes Pérez                         | Halterofilia      | 63 kg femenino                                                         |
| 4° Puesto | Ubaldina Valoyes                       | Halterofilia      | 75 kg femenino Archivado el 6 de agosto de 2016 en Wayback Machine.    |
| 4° Puesto | Fernando Gaviria                       | Ciclismo de Pista | Ómnium Masculino Archivado el 27 de agosto de 2016 en Wayback Machine. |
| 5° Puesto | Jhonnatan Botero                       | Cross-Country     | Cross-Country                                                          |
| 5° Puesto | Jhon Fredy Murillo                     | Atletismo         | Triple salto                                                           |
| 5° Puesto | Fabián Puerta                          | Ciclismo de Pista | Keirin Masculino Archivado el 27 de agosto de 2016 en Wayback Machine. |
| 6° Puesto | Habib de las Salas                     | Halterofilia      | 56 kg Masculino                                                        |
| 6° Puesto | Andrés Caicedo                         | Halterofilia      | 77 kg Masculino                                                        |
| 6° Puesto | Ceiber Ávila                           | Boxeo             | Cat. Mosca 52 kg.                                                      |
| 7° Puesto | Selección de fútbol sub-23 de Colombia | Fútbol            | Fútbol masculino                                                       |
| 7° Puesto | Lina Rivas                             | Halterofilia      | 58 kg femenino                                                         |
| 8° Puesto | Jackeline Renteria                     | Lucha             | 58 kg femenino                                                         |
| 8° Puesto | Carolina Castillo                      | Lucha             | 48 kg femenino                                                         |

## Deportistas

### Atletismo
Estos fueron los atletas colombianos que se clasificaron a los Juegos Olímpicos de Río de Janeiro 2016 en el Atletismo:

#### Eventos en pista atlética y exteriores
| Atletas                                                                     | Evento       | Eliminatoria    | Eliminatoria | Semifinal  | Semifinal  | Final         | Final         | Lugar         |
| Atletas                                                                     | Evento       | Tiempo          | Lugar        | Tiempo     | Lugar      | Tiempo        | Lugar         | Lugar         |
| Femenino                                                                    | Femenino     | Femenino        | Femenino     | Femenino   | Femenino   | Femenino      | Femenino      | Femenino      |
| --------------------------------------------------------------------------- | ------------ | --------------- | ------------ | ---------- | ---------- | ------------- | ------------- | ------------- |
| Eliecith Palacios                                                           | 100 m        | 11.48           | 33           | Eliminada  | Eliminada  | Eliminada     | Eliminada     | Eliminada     |
| Evelyn Rivera                                                               | 100 m        | 11.59           | 44           | Eliminada  | Eliminada  | Eliminada     | Eliminada     | Eliminada     |
| Muriel Conejo                                                               | 1500 m       | 4:09:50         | 20           | Eliminada  | Eliminada  | Eliminada     | Eliminada     | Eliminada     |
| Lina Flórez                                                                 | 100 m vallas | No hay Registro | DNS          | No comenzó | No comenzó | No comenzó    | No comenzó    | No comenzó    |
| Brigitte Merlano                                                            | 100 m vallas | 13.09           | 30           | Eliminada  | Eliminada  | Eliminada     | Eliminada     | Eliminada     |
| Sandra Arenas                                                               | 20 km marcha | n/a             | n/a          | n/a        | n/a        | 1:35:40       | 32            | 32°           |
| Yeseida Carrillo                                                            | 20 km marcha | n/a             | n/a          | n/a        | n/a        | 1:36:28       | 38            | 38°           |
| Sandra Galvis                                                               | 20 km marcha | n/a             | n/a          | n/a        | n/a        | No Finalizó   | No Finalizó   | No Finalizó   |
| Erika Abril                                                                 | Maratón      | n/a             | n/a          | n/a        | n/a        | 2:44:05       | 73            | 73            |
| Kellys Arias                                                                | Maratón      | n/a             | n/a          | n/a        | n/a        | No finalizó   | No finalizó   | No finalizó   |
| Angie Orjuela                                                               | Maratón      | n/a             | n/a          | n/a        | n/a        | 2:37:05       | 43            | 43°           |
| Masculino                                                                   |              |                 |              |            |            |               |               |               |
| Bernardo Baloyes                                                            | 200 m        | 20.78           | 59           | Eliminado  | Eliminado  | Eliminado     | Eliminado     | Eliminado     |
| Diego Palomeque                                                             | 400 m        | 46.48           | 34           | Eliminado  | Eliminado  | Eliminado     | Eliminado     | Eliminado     |
| Rafith Rodríguez                                                            | 800 m        | 1:46.65         | 17           | Eliminado  | Eliminado  | Eliminado     | Eliminado     | Eliminado     |
| Yeison Rivas                                                                | 110 m vallas | 13.87           | 31           | Eliminado  | Eliminado  | Eliminado     | Eliminado     | Eliminado     |
| Bernardo Baloyes Carlos Lemos Diego Palomeque Jhon Perlaza Anthony Zambrano | 4 × 400 m    | 3:01.84         | 11           | n/a        | n/a        | Eliminados    | Eliminados    | Eliminados    |
| Éider Arévalo                                                               | 20 km marcha | n/a             | n/a          | n/a        | n/a        | 1:21:36       | 15            | 15°           |
| Luis Fernando López                                                         | 20 km marcha | n/a             | n/a          | n/a        | n/a        | 1:22:32       | 29            | 29°           |
| Esteban Soto                                                                | 20 km marcha | n/a             | n/a          | n/a        | n/a        | 1:20:36       | 9             | 9°            |
| José Leonardo Montaña                                                       | 50 km marcha | n/a             | n/a          | n/a        | n/a        | No Finalizó   | No Finalizó   | No Finalizó   |
| James Rendón                                                                | 50 km marcha | n/a             | n/a          | n/a        | n/a        | Descalificado | Descalificado | Descalificado |
| Jorge Armando Ruiz                                                          | 50 km marcha | n/a             | n/a          | n/a        | n/a        | 03:51:36      | 17            | 17°           |
| Diego Colorado                                                              | Maratón      | n/a             | n/a          | n/a        | n/a        | 2:31:20       | 125           | 125°          |
| Gerard Giraldo                                                              | Maratón      | n/a             | n/a          | n/a        | n/a        | 2:23:48       | 88            | 88°           |
| Andrés Ruiz Malaver                                                         | Maratón      | n/a             | n/a          | n/a        | n/a        | 2:22:09       | 79            | 79°           |

Nota
1. ↑  Lina Flórez, se lesiona y no podrá participar de la prueba de los 100 metros vallas en los Juegos Olímpicos de Río de Janeiro 2016 debido a una fractura en la falange del quinto metatarsiano de su pie derecho] Comunicado por RCN Radio.
2. ↑  Se tuvo que repetir la prueba clasificatoria, que antes colocaba al atleta colombiano eliminado, obligando que la prueba disputada, bajo condiciones climáticas adversas se repitiese, pero esta vez a pesar de un tiempo inferior, en su carril de competencia termine segundo. Sin embargo, esta prueba no fue suficiente, puesto que determinó que su tiempo era inferior para clasificarse, por lo que quedó eliminado.

#### Pruebas de Campo
| Atletas            | Evento                  | Clasificación   | Clasificación | Final           | Final     | Lugar          |
| Atletas            | Evento                  | Longitud/Altura | Lugar         | Longitud/Altura | Lugar     | Lugar          |
| Femenino           | Femenino                | Femenino        | Femenino      | Femenino        | Femenino  | Femenino       |
| ------------------ | ----------------------- | --------------- | ------------- | --------------- | --------- | -------------- |
| Caterine Ibargüen  | Triple salto            | 14.52           | 1 Q           | 15.17           | 1         | Medalla de oro |
| Yosiri Urrutia     | Triple salto            | 13.95           | 20            | Eliminada       | Eliminada | Eliminada      |
| Sandra Lemos       | Lanzamiento de peso     | 16.46           | 31            | Eliminada       | Eliminada | Eliminada      |
| Flor Ruiz          | Lanzamiento de jabalina | 62.32           | 9 Q           | 61.54           | 9         | 9°             |
| Masculino          |                         |                 |               |                 |           |                |
| Jhon Fredy Murillo | Triple salto            | 16.78           | 8             | 17.09           | 5         | 5°             |
| Mauricio Ortega    | Lanzamiento de disco    | 61.62 m         | 18            | Eliminado       | Eliminado | Eliminado      |

#### Pruebas combinadas - Heptatlón
| Atletas            | 100 h              | 100 h              | SA                 | SA                 | LP                 | LP                 | 200 m              | 200 m              | SL                 | SL                 | LJ                 | LJ                 | 800 m              | 800 m              | Puntos             | Lugar              |
| Atletas            | Tiempo             | Puntos             | Altura             | Puntos             | Distancia          | Puntos             | Tiempo             | Puntos             | Distancia          | Puntos             | Distancia          | Puntos             | Tiempo             | Puntos             | Puntos             | Lugar              |
| Heptatlón femenino | Heptatlón femenino | Heptatlón femenino | Heptatlón femenino | Heptatlón femenino | Heptatlón femenino | Heptatlón femenino | Heptatlón femenino | Heptatlón femenino | Heptatlón femenino | Heptatlón femenino | Heptatlón femenino | Heptatlón femenino | Heptatlón femenino | Heptatlón femenino | Heptatlón femenino | Heptatlón femenino |
| ------------------ | ------------------ | ------------------ | ------------------ | ------------------ | ------------------ | ------------------ | ------------------ | ------------------ | ------------------ | ------------------ | ------------------ | ------------------ | ------------------ | ------------------ | ------------------ | ------------------ |
| Evelis Aguilar     | 13.84 m            | 1001               | 1.74 m             | 903                | 13.60 m            | 767                | 24.12 m            | 969                | 6.23 m             | 921                | 46.90 m            | 800                | 2:14.32            | 902                | 6263               | 15°                |

### Boxeo
Estos son los 5 boxeadores que clasificaron a los Juegos Olímpicos de Río de Janeiro 2016, de los cuales dos ganaron medallas:
| Yuberjen Martínez      | minimosca   | (BRA) Lourenço W 3–0     | (PHI) Ladon W 3–0        | (ESP) Carmona W 2-1 | (CUB) Argilagos W 3–0  | (UZB) Dusmatov L0-3 | Medalla de plata  |           |
| Ceiber Ávila           | mosca       | N/A                      | (MEX) Emigdio W 3-0      | (RUS) Aloyan L 0-3  | Eliminado              | Eliminado           | Eliminado         |           |
| Jorge Vivas            | medio       | (CMR) Ntsengue L 1-2     | Eliminado                | Eliminado           | Eliminado              | Eliminado           | Eliminado         |           |
| Juan Carlos Carrillo   | mediopesado | (KGZ) Adylbek Uulu W 3–0 | (FRA) Bauderlique L 0–3  | Eliminado           | Eliminado              | Eliminado           | Eliminado         | Eliminado |
| Femenino               |             |                          |                          |                     |                        |                     |                   |           |
| Ingrit Lorena Valencia | mosca       | N/A                      | (CAF) Mbougnade W T.K.O. | (THA) Laopeam W 3-0 | (FRA) Ourahmoune L 1-2 | N/A                 | Medalla de bronce |           |

### Ciclismo

#### Ciclismo en ruta
Colombia tiene derecho según el Ranking UCI a competir con 5 corredores en la prueba de fondo de la rama masculina y 1 de los inscritos podrá participar en la contrarreloj individual (CRI). Además tiene un cupo en la competencia de Ruta en la rama femenina.
| Atletas            | Evento           | Tiempo        | Lugar         |
| Femenino           | Femenino         | Femenino      | Femenino      |
| ------------------ | ---------------- | ------------- | ------------- |
| Ana Sanabria       | Ciclismo en ruta | 4:01:29       | 40°           |
| Masculino          |                  |               |               |
| Esteban Chaves     | Ciclismo en ruta | 6:13:39       | 21°           |
| Sergio Henao       | Ciclismo en ruta | No terminaron | No terminaron |
| Miguel Ángel López | Ciclismo en ruta | No terminaron | No terminaron |
| Jarlinson Pantano  | Ciclismo en ruta | No terminaron | No terminaron |
| Rigoberto Urán     | Ciclismo en ruta | No terminaron | No terminaron |

#### Ciclismo en pista
Colombia tiene derecho a competir con 5 corredores según los cupos confirmados por la UCI: 3 en la rama masculina y 2 en la rama femenina
| Atletas          | Evento               | Clasificación | Clasificación | Final              | Final     | Lugar     |
| Atletas          | Evento               | Tiempo        | Lugar         | Tiempo             | Lugar     | Lugar     |
| Femenino         | Femenino             | Femenino      | Femenino      | Femenino           | Femenino  | Femenino  |
| ---------------- | -------------------- | ------------- | ------------- | ------------------ | --------- | --------- |
| Juliana Gaviria  | Velocidad individual | 11.505        | 24            | Eliminada          | Eliminada | 24°       |
| Martha Bayona    | Keirin               | 11.297        | 10            | 11.627 (Repechaje) | 10        | 10°       |
| Masculino        |                      |               |               |                    |           |           |
| Santiago Ramírez | Velocidad individual | 10.199        | 23            | Eliminado          | Eliminado | Eliminado |
| Fabián Puerta    | Velocidad individual | 9.981         | 16 Q          | 10.342             | 9         | 9°        |
| Fabián Puerta    | Keirin               | 10.312        | 3Q            | 10.226             | 5         | 5°        |

##### Omnium
| Fernando Gaviria | 13.273 | 10 | 41 | 1 | 3° | 4.26.649 | 10 | 5° (-1 Vuelta) | 1:02.46 | 4 | 181 | 4° |

#### Ciclismo de montaña
El Ciclomontañista Jhonnatan Botero logró su clasificación tras participar en el panamericano de Cross-Country:
| Atletas          | Evento        | Tiempo    | Lugar     |
| Masculino        | Masculino     | Masculino | Masculino |
| ---------------- | ------------- | --------- | --------- |
| Jhonnatan Botero | Cross-country | 1:35:44   | 5°        |

#### BMX
Los representantes del BMX por Colombia son:
| Atletas        | Evento   | Clasificación | Clasificación | Cuartos de final | Cuartos de final | Semifinal   | Semifinal | Final     | Final     | Lugar             |
| Atletas        | Evento   | Tiempo        | Lugar         | Puntos           | Lugar            | Puntos      | Lugar     | Tiempo    | Lugar     | Lugar             |
| Femenino       | Femenino | Femenino      | Femenino      | Femenino         | Femenino         | Femenino    | Femenino  | Femenino  | Femenino  | Femenino          |
| -------------- | -------- | ------------- | ------------- | ---------------- | ---------------- | ----------- | --------- | --------- | --------- | ----------------- |
| Mariana Pajón  | Carrera  | 34.508        | 1 Q           | N/A              | N/A              | 3 (34.479)  | 1 Q H1    | 34.093    | 1         | Medalla de oro    |
| Masculino      |          |               |               |                  |                  |             |           |           |           |                   |
| Carlos Oquendo | Carrera  | 35.341        | 14            | 9 (35.607)       | 3 Q H3           | 14 (35.420) | 6 H1      | Eliminado | Eliminado | Eliminado         |
| Carlos Ramírez | Carrera  | 35.423        | 19            | 11 (36.020)      | 4 Q H1           | 11 (35.261) | 3 Q H1    | 35.517    | 3         | Medalla de bronce |

### Equitación
Clasificados según sus posiciones en los Juegos Panamericanos Toronto 2015[cita requerida]
| Atletas       | Caballo      | Evento           | Clasificación | Clasificación | Clasificación | Clasificación | Clasificación | Clasificación | Clasificación | Clasificación | Final      | Final      | Final      | Final      | Final      | Total     | Total     |
| Atletas       | Caballo      | Evento           | 1.ª ronda     | 1.ª ronda     | 2.ª ronda     | 2.ª ronda     | 2.ª ronda     | 3.ª ronda     | 3.ª ronda     | 3.ª ronda     | ronda A    | ronda A    | ronda B    | ronda B    | ronda B    | Total     | Total     |
| Atletas       | Caballo      | Evento           | Pen.          | Lugar         | Pen.          | Total         | Lugar         | Pen.          | Total         | Lugar         | Pen.       | Lugar      | Pen.       | Total      | Lugar      | Pen.      | Lugar     |
| Masculino     | Masculino    | Masculino        | Masculino     | Masculino     | Masculino     | Masculino     | Masculino     | Masculino     | Masculino     | Masculino     | Masculino  | Masculino  | Masculino  | Masculino  | Masculino  | Masculino | Masculino |
| ------------- | ------------ | ---------------- | ------------- | ------------- | ------------- | ------------- | ------------- | ------------- | ------------- | ------------- | ---------- | ---------- | ---------- | ---------- | ---------- | --------- | --------- |
| Saltos        |              |                  |               |               |               |               |               |               |               |               |            |            |            |            |            |           |           |
| Daniel Bluman | Apardi       | Salto individual | 15            | 63            | X             | X             | X             | X             | X             | X             | Eliminados | Eliminados | Eliminados | Eliminados | Eliminados | 15        | 63°       |
| René López    | Con Dios III | Salto individual | 8             | 53            | 13            | 21            | 55            | X             | X             | X             | Eliminados | Eliminados | Eliminados | Eliminados | Eliminados | 21        | 55°       |

### Esgrima
| Atleta                | Evento    | Sesenta y cuatroavos de final | Treinta y dosavos de final | Dieciseisavos de final | Cuartos de Final | Semifinal       | Final / BM      | Final / BM |
| Atleta                | Evento    | Rival Resultado               | Rival Resultado            | Rival Resultado        | Rival Resultado  | Rival Resultado | Rival Resultado | Puesto     |
| Masculino             | Masculino | Masculino                     | Masculino                  | Masculino              | Masculino        | Masculino       | Masculino       | Masculino  |
| --------------------- | --------- | ----------------------------- | -------------------------- | ---------------------- | ---------------- | --------------- | --------------- | ---------- |
| John Édison Rodríguez | Espada    | (UKR) Karyuchenko W 15-7      | (HUN) Imre L 8-15          | Eliminado              | Eliminado        | Eliminado       | Eliminado       | Eliminado  |
| Femenino              |           |                               |                            |                        |                  |                 |                 |            |
| Saskia van Erven      | Florete   | N/A                           | (HUN) Mohamed L 12-15      | Eliminado              | Eliminado        | Eliminado       | Eliminado       | Eliminado  |

### Fútbol
Torneo masculino
La selección masculina de fútbol de Colombia se clasificó para los Juegos Olímpicos al terminar 2.º lugar en el Campeonato Sudamericano de Fútbol Sub-20 de 2015 y participar en una repesca entre CONMEBOL y CONCACAF contra la selección masculina de fútbol de los Estados Unidos en donde lograron la victoria en el partido de vuelta luego de que en el partido de ida habían empatado en Barranquilla.
Torneo femenino
La selección femenina de fútbol de Colombia se clasificó para los Juegos Olímpicos al quedar subcampeona de la Copa América Femenina 2014 y obtener el cupo de la campeona (Brasil) que estaba clasificada por ser país anfitrión. El equipo estará formado por 18 futbolistas
| \| Jugadores y Resultados \| Torneo \| Femenino \| Masculino \| \| Equipo \| Selección femenina de fútbol de Colombia \| Selección de fútbol sub-23 de Colombia \| \| ---------------- \| ----------------------------------------------------------------------------------------------------------------------------------------------------------------------------------------------------------------------------------------------------------------------------- \| ---------------------------------------------------------------------------------------------------------------------------------------------------------------------------------------------------------------------------------------------------------------------------------------------- \| \| Futbolistas \| Lady Andrade Carolina Arbeláez Carolina Arias Nataly Arias Tatiana Ariza Angela Clavijo Isabella Echeverri Natalia Gaitán Diana Ospina Catalina Pérez Mildrey Pineda Nicole Regnier Liana Salazar Leicy Santos Sandra Sepúlveda Catalina Usme Oriánica Velásquez Ingrid Vidal \| Felipe Aguilar Deivy Balanta Kevin Balanta Wílmar Barrios Cristian Bonilla Cristian Alexis Borja Miguel Borja Teófilo Gutiérrez Luis Hurtado Jefferson Lerma Deiver Machado Dorlan Pabón Helibelton Palacios Harold Preciado Sebastián Pérez Andrés Felipe Roa Arley Rodríguez William Tesillo \| \| Entrenador \| Felipe Taborda \| Carlos Restrepo Isaza \| \| Resultados \| \| \| \| Primera fase \| Francia 0:4 (0:3) Nueva Zelanda 0:1 (0:1) Estados Unidos 2:2 (1:0) \| Suecia 2:2 (1:1) Japón 2:2 Nigeria 2:0 (1:0) \| \| Cuartos de final \| Eliminadas en fase de grupos \| Brasil 0:2 (0:1) \| \| Semifinal \| Eliminadas en fase de grupos \| Eliminados en cuartos de final \| \| Final \| Eliminadas en fase de grupos \| Eliminados en cuartos de final \| \| Pos. Finales \| 11° \| 7° \| | | |
| Torneo | Femenino | Masculino |
| Equipo | Selección femenina de fútbol de Colombia | Selección de fútbol sub-23 de Colombia |
| Futbolistas | Lady Andrade Carolina Arbeláez Carolina Arias Nataly Arias Tatiana Ariza Angela Clavijo Isabella Echeverri Natalia Gaitán Diana Ospina Catalina Pérez Mildrey Pineda Nicole Regnier Liana Salazar Leicy Santos Sandra Sepúlveda Catalina Usme Oriánica Velásquez Ingrid Vidal | Felipe Aguilar Deivy Balanta Kevin Balanta Wílmar Barrios Cristian Bonilla Cristian Alexis Borja Miguel Borja Teófilo Gutiérrez Luis Hurtado Jefferson Lerma Deiver Machado Dorlan Pabón Helibelton Palacios Harold Preciado Sebastián Pérez Andrés Felipe Roa Arley Rodríguez William Tesillo |
| Entrenador | Felipe Taborda | Carlos Restrepo Isaza |
| Resultados | | |
| Primera fase | Francia 0:4 (0:3) Nueva Zelanda 0:1 (0:1) Estados Unidos 2:2 (1:0) | Suecia 2:2 (1:1) Japón 2:2 Nigeria 2:0 (1:0) |
| Cuartos de final | Eliminadas en fase de grupos | Brasil 0:2 (0:1) |
| Semifinal | Eliminadas en fase de grupos | Eliminados en cuartos de final |
| Final | Eliminadas en fase de grupos | Eliminados en cuartos de final |
| Pos. Finales | 11° | 7° |

Tabla de Posiciones durante la 1ª ronda (Masculino):
| Equipo   | Pts | PJ | PG | PE | PP | GF | GC | Dif |
| -------- | --- | -- | -- | -- | -- | -- | -- | --- |
| Nigeria  | 6   | 3  | 2  | 0  | 1  | 6  | 6  | 0   |
| Colombia | 5   | 3  | 1  | 2  | 0  | 6  | 4  | 2   |
| Japón    | 4   | 3  | 1  | 1  | 1  | 7  | 7  | 0   |
| Suecia   | 1   | 3  | 0  | 1  | 2  | 2  | 4  | -2  |

Tabla de Posiciones durante la 1ª ronda (Femenino):
| Equipo         | Pts. | PJ | PG | PE | PP | GF | GC | Dif. |
| -------------- | ---- | -- | -- | -- | -- | -- | -- | ---- |
| Estados Unidos | 7    | 3  | 2  | 1  | 0  | 5  | 2  | 3    |
| Francia        | 6    | 3  | 2  | 0  | 1  | 7  | 1  | 6    |
| Nueva Zelanda  | 3    | 3  | 1  | 0  | 2  | 1  | 5  | -4   |
| Colombia       | 1    | 3  | 0  | 1  | 2  | 2  | 7  | -5   |

### Levantamiento de Pesas
Participaron por Colombia,[cita requerida] 5 en la rama masculina y 4 en la femenina, y están incluidos dos suplentes. Se logró una medalla de oro en esta disciplina obtenida por el Levantador de Pesas Óscar Figueroa y otra de bronce para Luis Javier Mosquera gracias a la descalificación del tercer participante que había obtenido de esta,a causa de dopaje. 
| Atleta                  | Evento    | Arranque (kg.) | Arranque (kg.) | Envión (kg.) | Envión (kg.) | Total     | Puesto            |           |           |           |
| Atleta                  | Evento    | Resultado      | Puesto         | Resultado    | Puesto       | Total     | Puesto            |           |           |           |
| Masculino               | Masculino | Masculino      | Masculino      | Masculino    | Masculino    | Masculino | Masculino         | Masculino | Masculino | Masculino |
| ----------------------- | --------- | -------------- | -------------- | ------------ | ------------ | --------- | ----------------- | --------- | --------- | --------- |
| Habib de las Salas      | 56 kg     | 119            | 8              | 147          | 8            | 264       | 6°                |           |           |           |
| Óscar Figueroa          | 62 kg     | 142            | 1              | 176          | 1            | 318       | Medalla de oro    |           |           |           |
| Edwin Mosquera          | 69 kg     | 140            | 16             | 170          | 16           | 310       | 16°               |           |           |           |
| Luis Javier Mosquera(1) | 69 kg     | 145            | 5              | 183          | 4            | 338       | Medalla de bronce |           |           |           |
| Andrés Caicedo          | 77 kg     | 155            | 5              | 191          | 5            | 346       | 6°                |           |           |           |
| Femenino                |           |                |                |              |              |           |                   |           |           |           |
| Lina Rivas              | 58 kg     | 96             | 8              | 120          | 7            | 216       | 7°                |           |           |           |
| Mercedes Pérez          | 63 kg     | 104            | 5              | 130          | 4            | 234       | 4°                |           |           |           |
| Leidy Solís             | 69 kg     | 110            | 4              | 143          | 4            | 253       | 4°                |           |           |           |
| Ubaldina Valoyes        | 75 kg     | 111            | 3              | 136          | 4            | 247       | 4°                |           |           |           |

### Judo
| Atletas        | Evento   | 1.ª ronda     | 1.ª ronda | 2.ª ronda   | 2.ª ronda    | Cuartos de final | Cuartos de final | Repesca semifinal | Repesca semifinal | Semifinal    | Semifinal | Repesca final | Repesca final | Final           | Final     | Lugar            |
| Atletas        | Evento   | Oponente      | Resultado | Op.         | Res.         | Op.              | Res.             | Op.               | Res.              | Op.          | Res.      | Op.           | Res.          | Op.             | Res.      | Lugar            |
| Femenino       | Femenino | Femenino      | Femenino  | Femenino    | Femenino     | Femenino         | Femenino         | Femenino          | Femenino          | Femenino     | Femenino  | Femenino      | Femenino      | Femenino        | Femenino  | Femenino         |
| -------------- | -------- | ------------- | --------- | ----------- | ------------ | ---------------- | ---------------- | ----------------- | ----------------- | ------------ | --------- | ------------- | ------------- | --------------- | --------- | ---------------- |
| Yadinis Amaris | -57 kg   | (KOS) Gjakova | 000-100   | eliminada   | eliminada    | eliminada        | eliminada        | eliminada         | eliminada         | eliminada    | eliminada | eliminada     | eliminada     | eliminada       | eliminada | eliminada        |
| Yuri Alvear    | -70 kg   | exonerada     | exonerada | (PRI) Perez | W 000–000 DJ | (ESP) Bernabéu   | W 100–000        | exonerada         | exonerada         | (GBR) Conway | W 010–000 | exonerada     | exonerada     | (JAP) Tachimoto | L 000-100 | Medalla de plata |

### Lucha
| Carolina Castillo            | -48 kg | N/A           | N/A    | (CAM) Sotheara | W 10-0    | (BUL) Yankova   | L 2-3     | Eliminada | Eliminada | Eliminada | Eliminada | Eliminada | Eliminada | Eliminada | Eliminada | Eliminada |
| Jackeline Rentería           | -58 kg | N/A           | N/A    | (PER) Sovero   | W 6-2     | (AZE) Ratkevich | L 3-7     | Eliminada | Eliminada | Eliminada | Eliminada | Eliminada | Eliminada | Eliminada | Eliminada | Eliminada |
| Andrea Olaya                 | -75 kg | N/A           | N/A    | (USA) Gray     | L 0-4     | Eliminado       | Eliminado | Eliminado | Eliminado | Eliminado | Eliminado | Eliminado | Eliminado | Eliminado | Eliminado | Eliminado |
| Lucha grecorromana masculina |        |               |        |                |           |                 |           |           |           |           |           |           |           |           |           |           |
| Carlos Muñoz                 | -75 kg | (HUN) Bacsi   | L 0-9  | Eliminado      | Eliminado | Eliminado       | Eliminado | Eliminado | Eliminado | Eliminado | Eliminado | Eliminado | Eliminado | Eliminado | Eliminado | Eliminado |
| Lucha libre masculina        |        |               |        |                |           |                 |           |           |           |           |           |           |           |           |           |           |
| Carlos Izquierdo             | -74 kg | (AZE) Hasanov | L 0-10 | Eliminado      | Eliminado | Eliminado       | Eliminado | Eliminado | Eliminado | Eliminado | Eliminado | Eliminado | Eliminado | Eliminado | Eliminado | Eliminado |

### Gimnasia
Los representantes de la Gimnasia por Colombia son: Jossimar Calvo y Catalina Escobar. Catalina se retiró debido a una lesión presentada en el primer evento.
Resultados:
Masculino
| Atleta         | Evento   | Clasificación | Clasificación | Clasificación | Clasificación | Clasificación | Clasificación | Clasificación | Clasificación | Final    | Final    | Final    | Final    | Final    | Final    | Final  | Final  |
| Atleta         | Evento   | Aparatos      | Aparatos      | Aparatos      | Aparatos      | Aparatos      | Aparatos      | Total         | Puesto        | Aparatos | Aparatos | Aparatos | Aparatos | Aparatos | Aparatos | Total  | Puesto |
| Atleta         | Evento   | F             | PH            | R             | V             | PB            | HB            | Total         | Puesto        | F        | PH       | R        | V        | PB       | HB       | Total  | Puesto |
| -------------- | -------- | ------------- | ------------- | ------------- | ------------- | ------------- | ------------- | ------------- | ------------- | -------- | -------- | -------- | -------- | -------- | -------- | ------ | ------ |
| Jossimar Calvo | Completo | 14.175        | 15.033        | 14.166        | 13.766        | 15.400        | 14.966        | 87.506        | 13 Q          | 14.650   | 14.700   | 14.433   | 14.833   | 15.366   | 14.933   | 88.915 | 10°    |

Femenino
| Atleta           | Evento              | Clasificación | Clasificación | Clasificación | Clasificación | Clasificación | Clasificación | Final                       | Final                       | Final                       | Final                       | Final                       | Final                       |
| Atleta           | Evento              | Aparatos      | Aparatos      | Aparatos      | Aparatos      | Total         | Puesto        | Aparatos                    | Aparatos                    | Aparatos                    | Aparatos                    | Total                       | Puesto                      |
| Atleta           | Evento              | F             | V             | UB            | BB            | Total         | Puesto        | F                           | V                           | UB                          | BB                          | Total                       | Puesto                      |
| ---------------- | ------------------- | ------------- | ------------- | ------------- | ------------- | ------------- | ------------- | --------------------------- | --------------------------- | --------------------------- | --------------------------- | --------------------------- | --------------------------- |
| Catalina Escobar | Barras Asimétricas  | N/A           | 13.058        | N/A           | N/A           | 13.058        | 61°           | Eliminada por lesión física | Eliminada por lesión física | Eliminada por lesión física | Eliminada por lesión física | Eliminada por lesión física | Eliminada por lesión física |
| Catalina Escobar | Barra de Equilibrio | N/A           | N/A           | 10.200        | N/A           | 10.200        | 82°           | Eliminada por lesión física | Eliminada por lesión física | Eliminada por lesión física | Eliminada por lesión física | Eliminada por lesión física | Eliminada por lesión física |
| Catalina Escobar | Piso                | N/A           | N/A           | N/A           | 3.700         | 3.700         | 82°           | Eliminada por lesión física | Eliminada por lesión física | Eliminada por lesión física | Eliminada por lesión física | Eliminada por lesión física | Eliminada por lesión física |

### Golf
| Golfista      | 1ª ronda | 1ª ronda | 1ª ronda | 1ª ronda | 1ª ronda | 2ª ronda | 2ª ronda | 2ª ronda | 2ª ronda | 2ª ronda | 3ª ronda | 3ª ronda | 3ª ronda | 3ª ronda | 3ª ronda | 4ª ronda | 4ª ronda | 4ª ronda | 4ª ronda | 4ª ronda | Total    | Par Final | Pos. Final |
| Golfista      | Par      | A        | F        | TM       | P.P.     | Par      | A        | F        | TM       | P.P.     | Par      | A        | F        | TM       | P.P.     | Par      | A        | F        | TM       | P.P.     | Total    | Par Final | Pos. Final |
| Femenino      | Femenino | Femenino | Femenino | Femenino | Femenino | Femenino | Femenino | Femenino | Femenino | Femenino | Femenino | Femenino | Femenino | Femenino | Femenino | Femenino | Femenino | Femenino | Femenino | Femenino | Femenino | Femenino  | Femenino   |
| ------------- | -------- | -------- | -------- | -------- | -------- | -------- | -------- | -------- | -------- | -------- | -------- | -------- | -------- | -------- | -------- | -------- | -------- | -------- | -------- | -------- | -------- | --------- | ---------- |
| MariaJo Uribe | -1       | 34       | 36       | 70       | 20       | 0        | 36       | 35       | 71       | 39       | +3       | 36       | 38       | 74       | 40       | -5       | 30       | 36       | 66       | 3        | 281      | -3        | 19°        |

### Natación
| Atleta          | Evento                 | Preliminares | Preliminares | Semifinal | Semifinal | Final     | Final     |
| Atleta          | Evento                 | Tiempo       | Puesto       | Tiempo    | Puesto    | Tiempo    | Puesto    |
| Masculino       | Masculino              | Masculino    | Masculino    | Masculino | Masculino | Masculino | Masculino |
| --------------- | ---------------------- | ------------ | ------------ | --------- | --------- | --------- | --------- |
| Jonathan Gómez  | 200 metros mariposa    | 1:56.65      | 15 Q         | 1:57.47   | 15        | Eliminado | Eliminado |
| Jorge Murillo   | 100 m pecho            | 59.93 RN     | 14 Q         | 1:00.81   | 16        | Eliminado | Eliminado |
| Jorge Murillo   | 200 m pecho            | 2:11.62      | 28           | Eliminado | Eliminado | Eliminado | Eliminado |
| Omar Pinzón     | 200 metros espalda     | 1:59.69      | 22           | Eliminado | Eliminado | Eliminado | Eliminado |
| Femenino        |                        |              |              |           |           |           |           |
| Isabella Arcila | 50 metros estilo libre | 25.35        | 30           | Eliminado | Eliminado | Eliminado | Eliminado |

#### Natación sincronizada
| Atletas                         | Evento   | Clasificación     | Clasificación     | Clasificación | Clasificación | Clasificación | Clasificación | Final             | Final             | Final           | Final           |
| Atletas                         | Evento   | Rutina técnica RT | Rutina técnica RT | Rutina libre  | Rutina libre  | Total         | Total         | Rutina libre RT-F | Rutina libre RT-F | Total RT + RL-F | Total RT + RL-F |
| Atletas                         | Evento   | Puntos            | Lugar             | Puntos        | Lugar         | Puntos        | Lugar         | Puntos            | Lugar             | Puntos          | Lugar           |
| Femenino                        | Femenino | Femenino          | Femenino          | Femenino      | Femenino      | Femenino      | Femenino      | Femenino          | Femenino          | Femenino        | Femenino        |
| ------------------------------- | -------- | ----------------- | ----------------- | ------------- | ------------- | ------------- | ------------- | ----------------- | ----------------- | --------------- | --------------- |
| Estefanía Álvarez Mónica Arango | Duo      | 80.4667           | 17                | 17.600        | 17            | 80.4667       | 17            | Eliminadas        | Eliminadas        | Eliminadas      | Eliminadas      |

#### Saltos
Los clavadistas colombianos clasificaron al obtener los puntos en sus respectivas pruebas individuales para los Juegos Olímpicos en virtud al lograr ser los mejores 18° en la Copa Mundo de clavados de la FINA en el 2016.:
| Atletas           | Evento          | Preliminares | Preliminares | Semifinal | Semifinal | Final     | Final     | Lugar     |
| Atletas           | Evento          | Puntos       | Lugar        | Puntos    | Lugar     | Puntos    | Lugar     | Lugar     |
| Femenino          | Femenino        | Femenino     | Femenino     | Femenino  | Femenino  | Femenino  | Femenino  | Femenino  |
| ----------------- | --------------- | ------------ | ------------ | --------- | --------- | --------- | --------- | --------- |
| Diana Pineda      | Trampolín 3 m   | 276.90       | 23           | Eliminada | Eliminada | Eliminada | Eliminada | Eliminada |
| Masculino         |                 |              |              |           |           |           |           |           |
| Sebastián Morales | Trampolín 3 m   | 447.05       | 5Q           | 406.55    | 11Q       | 364.50    | 12        | 12        |
| Víctor Ortega     | Plataforma 10 m | 386.85       | 20°          | Eliminado | Eliminado | Eliminado | Eliminado | Eliminado |
| Sebastián Villa   | Plataforma 10 m | 350.40       | 25°          | Eliminado | Eliminado | Eliminado | Eliminado | Eliminado |

### Rugby 7
Con base a su actuación en el Seven Sudamericano Femenino 2015 celebrada en junio de 2015 en Argentina.
Plantel deportivo:
| Torneo                                    | Femenino |
| Selección femenina de rugby 7 de Colombia | Selección femenina de rugby 7 de Colombia |
| ----------------------------------------- | --- |
| Jugadoras de Rugby 7                      | Defensas: 2 Nathalie Marchino 4 Khaterinne Medina 6 Isabel Romero 8 Solangie Delgado 9 Camila Lopera 11 Sharon Acevedo 12 Laura González Delanteras: 1 Nicole Acevedo 3 Alejandra Betancur (C) 5 Ana Ramírez 7 Estefanía Ramírez 10 Guadalupe López |
| Entrenador                                | Laurent Palau |
| Resultados                                | Fase de Grupos Australia 0-53 Fiyi 0-48 Estados Unidos 0-36 Eliminatoria play-off por el 9° Puesto: Brasil 0-24 Partido por el 11° y 12° Puesto: Kenia 10-22                                                                                        |
| Pos. Final                                | 12° |

|   | Países         | Pts | J | G | E | P | GF  | GC  | DG   |
| - | -------------- | --- | - | - | - | - | --- | --- | ---- |
| 1 | Australia      | 8   | 3 | 2 | 1 | 0 | 101 | 12  | 89   |
| 2 | Fiyi           | 7   | 3 | 2 | 0 | 1 | 48  | 43  | 5    |
| 3 | Estados Unidos | 6   | 3 | 1 | 1 | 1 | 67  | 24  | 43   |
| 4 | Colombia       | 3   | 3 | 0 | 0 | 3 | 0   | 137 | -137 |

#### Resultados
| 6 de agosto, 13:00 | Estados Unidos | 7 - 12  | Fiyi | Estadio de Deodoro, Río de Janeiro, Brasil |                              |
|                    |                | Reporte |      | Árbitro(s): RASIVHENGE Rasta               | Árbitro(s): RASIVHENGE Rasta |

| 6 de agosto, 13:30 | Australia | 53 - 0  | Colombia | Estadio de Deodoro, Río de Janeiro, Brasil |                           |
|                    |           | Reporte |          | Árbitro(s): BEARD Jessica                  | Árbitro(s): BEARD Jessica |

| 6 de agosto, 18:00 | Estados Unidos | 48 - 0  | Colombia | Estadio de Deodoro, Río de Janeiro, Brasil |                                |
|                    |                | Reporte |          | Árbitro(s): BENVENUTI Beatrice             | Árbitro(s): BENVENUTI Beatrice |

| 6 de agosto, 18:30 | Australia | 36 - 0  | Fiyi | Estadio de Deodoro, Río de Janeiro, Brasil |                      |
|                    |           | Reporte |      | Árbitro(s): COX Sara                       | Árbitro(s): COX Sara |

| 7 de agosto, 13:00 | Fiyi | 36 - 0  | Colombia | Estadio de Deodoro, Río de Janeiro, Brasil |                           |
|                    |      | Reporte |          | Árbitro(s): LABRECHE Rose                  | Árbitro(s): LABRECHE Rose |

| 7 de agosto, 13:30 | Australia | 12 - 12 | Estados Unidos | Estadio de Deodoro, Río de Janeiro, Brasil |                             |
|                    |           | Reporte |                | Árbitro(s): NIEVAS Alhambra                | Árbitro(s): NIEVAS Alhambra |

### Taekwondo
| Atletas      | Tipo     | Ronda previa   | Ronda previa | Cuartos de final | Cuartos de final | Semifinal | Semifinal | Repesca          | Repesca          | Repesca           | Repesca           | Final     | Final     | Lugar     |
| Atletas      | Tipo     | Ronda previa   | Ronda previa | Cuartos de final | Cuartos de final | Semifinal | Semifinal | Cuartos de final | Cuartos de final | Medalla de bronce | Medalla de bronce | Final     | Final     | Lugar     |
| Atletas      | Tipo     | Rival          | Res.         | Rival            | Res.             | Rival     | Res.      | Rival            | Res.             | Rival             | Res.              | Rival     | Res.      | Lugar     |
| Femenino     | Femenino | Femenino       | Femenino     | Femenino         | Femenino         | Femenino  | Femenino  | Femenino         | Femenino         | Femenino          | Femenino          | Femenino  | Femenino  | Femenino  |
| ------------ | -------- | -------------- | ------------ | ---------------- | ---------------- | --------- | --------- | ---------------- | ---------------- | ----------------- | ----------------- | --------- | --------- | --------- |
| Doris Patiño | -57 kg   | (EGY) Malak    | L 0-13 (PTG) | Eliminado        | Eliminado        | Eliminado | Eliminado | Eliminado        | Eliminado        | Eliminado         | Eliminado         | Eliminado | Eliminado | Eliminado |
| Masculino    |          |                |              |                  |                  |           |           |                  |                  |                   |                   |           |           |           |
| Oscar Muñoz  | -58 kg   | (POR) Bragança | L 3-14 (PTG) | Eliminado        | Eliminado        | Eliminado | Eliminado | Eliminado        | Eliminado        | Eliminado         | Eliminado         | Eliminado | Eliminado | Eliminado |

### Tenis
| Tenista                           | Evento              | Primera ronda           | Segunda ronda                       | Octavos de final                    | Cuartos de Final | Semifinales     | Final / MB      | Final / MB |           |           |
| Tenista                           | Evento              | Rival Resultado         | Rival Resultado                     | Rival Resultado                     | Rival Resultado  | Rival Resultado | Rival Resultado | Puesto     |           |           |
| Masculino                         | Masculino           | Masculino               | Masculino                           | Masculino                           | Masculino        | Masculino       | Masculino       | Masculino  | Masculino | Masculino |
| --------------------------------- | ------------------- | ----------------------- | ----------------------------------- | ----------------------------------- | ---------------- | --------------- | --------------- | ---------- | --------- | --------- |
| Juan Sebastián Cabal Robert Farah | Dobles masculinos   | N/A                     | (FRA)Herbert/Mahut W 7–6 (7–4), 6–3 | (USA) Johnson/Sock L 4–6, 6–7 (1–7) | Eliminados       | Eliminados      | Eliminados      | Eliminados |           |           |
| Femenino                          |                     |                         |                                     |                                     |                  |                 |                 |            |           |           |
| Mariana Duque                     | Individual Femenino | (GER) Kerber L 3–6, 5–7 | Eliminada                           | Eliminada                           | Eliminada        | Eliminada       | Eliminada       | Eliminada  |           |           |

### Tenis de mesa
| Atleta     | Evento                            | Preliminares           | 1ª ronda               | 2ª ronda               | 3ª ronda               | Dieciseisavos de final | Cuartos de Final       | Semifinales            | Final / BM             | Final / BM |
| Atleta     | Evento                            | Contrincante Resultado | Contrincante Resultado | Contrincante Resultado | Contrincante Resultado | Contrincante Resultado | Contrincante Resultado | Contrincante Resultado | Contrincante Resultado | Puesto     |
| Femenino   | Femenino                          | Femenino               | Femenino               | Femenino               | Femenino               | Femenino               | Femenino               | Femenino               | Femenino               | Femenino   |
| ---------- | --------------------------------- | ---------------------- | ---------------------- | ---------------------- | ---------------------- | ---------------------- | ---------------------- | ---------------------- | ---------------------- | ---------- |
| Lady Ruano | Tenis de Mesa Individual Femenino | N/A                    | (CZE) Vacenovská L 0–4 | Eliminada              | Eliminada              | Eliminada              | Eliminada              | Eliminada              | Eliminada              | Eliminada  |

### Tiro
El representante colombiano Danilo Caro ocupó la casilla 27° y no clasificó en la general para la disputa de la medalla.
| Danilo Caro | Foso masculino | 110 | 27 Q | N/A | N/A | Eliminado | Eliminado |

### Tiro con Arco
| Andrés Pila                                       | Individual Masculino | 654  | 43 | (KOR) Lee S-y L 0-6     | Eliminado | Eliminado     | Eliminado        | Eliminado        | Eliminado        | Eliminado        |                  |                  |
| Femenino                                          |                      |      |    |                         |           |               |                  |                  |                  |                  |                  |                  |
| Carolina Aguirre                                  | Individual Femenino  | 605  | 52 | (ITA) Sartori L 0-6     | Eliminada | Eliminada     | Eliminada        | Eliminada        | Eliminada        | Eliminada        |                  |                  |
| Ana María Rendón                                  | Individual Femenino  | 641  | 18 | (SWE) Bjerendal\| L 2-6 | Eliminada | Eliminada     | Eliminada        | Eliminada        | Eliminada        | Eliminada        |                  |                  |
| Natalia Sánchez                                   | Individual Femenino  | 609  | 48 | (RUS)Perova L 5-6       | Eliminada | Eliminada     | Eliminada        | Eliminada        | Eliminada        | Eliminada        |                  |                  |
| Carolina Aguirre Ana María Rendón Natalia Sánchez | Equipo Femenino      | 1855 | 10 | N/A                     | N/A       | (IND) L 52-44 | Equipo eliminado | Equipo eliminado | Equipo eliminado | Equipo eliminado | Equipo eliminado | Equipo eliminado |

### Vela
| Deportista      | Evento         | Carrera        | Carrera        | Carrera        | Carrera        | Carrera        | Carrera        | Carrera        | Carrera        | Carrera        | Carrera        | Carrera        | Carrera        | Carrera        | Ptos. Neto     | Pos. Final     |
| Deportista      | Evento         | 1              | 2              | 3              | 4              | 5              | 6              | 7              | 8              | 9              | 10             | 11             | 12             | Mt. Rec.       | Ptos. Neto     | Pos. Final     |
| RS:X Masculino  | RS:X Masculino | RS:X Masculino | RS:X Masculino | RS:X Masculino | RS:X Masculino | RS:X Masculino | RS:X Masculino | RS:X Masculino | RS:X Masculino | RS:X Masculino | RS:X Masculino | RS:X Masculino | RS:X Masculino | RS:X Masculino | RS:X Masculino | RS:X Masculino |
| --------------- | -------------- | -------------- | -------------- | -------------- | -------------- | -------------- | -------------- | -------------- | -------------- | -------------- | -------------- | -------------- | -------------- | -------------- | -------------- | -------------- |
| Santiago Grillo | RS:X           | 29             | 24             | 24             | 32             | NF             | 24             | 28             | 23             | 14             | 29             | 36             | NF (37)        | EL             | 299 (336.0)    | 30°            |